# Raymond Scott
Raymond Scott, właśc. Harry Warnow (ur. 10 września 1908 w Brooklynie, Nowym Jorku, zm. 8 lutego 1994 w North Hills, Los Angeles) – amerykański kompozytor, pianista, inżynier, wynalazca elektronicznych instrumentów muzycznych.
Urodził się na Brooklynie w rodzinie żydowskich imigrantów z Rosji. Jego starszy brat, Mark Warnow, dyrygent, skrzypek i reżyser muzyczny programu Your Hit Parade w radiu CBS namówił go do kariery muzycznej. Pomimo że nigdy nie skomponował muzyki do filmu animowanego, muzyka Scotta jest znana milionom widzów z powodu adaptacji Carla Stallinga jego utworów do ponad 120 produkcji wytwórni Warner Bros., Looney Tunes i Merrie Melodies.

## Kariera
W 1931, po skończeniu Juilliard School of Music, gdzie uczył się gry na fortepianie, teorii muzycznej oraz zasad komponowania, rozpoczął karierę (pod swoim prawdziwym nazwiskiem) jako pianista w radiu CBS. Jego starszy o osiem lat brat Mark był dyrygentem orkiestry. Harry przyjął pseudonim „Raymond Scott”, aby oszczędzić bratu oskarżeń o nepotyzm, kiedy orkiestra zaczęła wykonywać jego kompozycje. 
Pod koniec 1936 roku Scott skompletował zespół wśród znajomych z radia CBS, który nazwał Raymond Scott Quintette. Była to grupa sześcioosobowa, ale przewrotny pomysł Scotta nazwania jej „Quintette” (jego pisownia) brzmiała „czyściej”; ponadto powiedział reporterowi, że obawiał się, czy nazwanie grupy „sekstetem” nie odwróci uwagi słuchacza od muzyki. Początkowy skład grupy stanowili: Pete Pumiglio (klarnet), Bunny Berigan (trąbka, szybko zastąpiony przez Dave’a Wade’a), Louis Shoobe (kontrabas, Dave Harris (saksofon tenorowy) oraz Johnny Williams (perkusja). Zespół próbował ożywić muzykę swingową poprzez dynamiczne aranżacje oraz zmniejszenie znaczenia improwizacji. Stworzony w ten sposób styl muzyki Scott nazwał „descriptive jazz” („jazz opisowy”), a swoim pracom nadawał niezwykłe tytuły, jak „New Year’s Eve in a Haunted House” („Sylwester w Nawiedzonym Domu”), „Dinner Music for a Pack of Hungry Cannibals” („Muzyka Obiadowa dla Paczki Głodnych Kanibali”, nagrane przez Kronos Quartet w 1993), czy „Bumpy Weather Over Newark” („Wyboista Pogoda Nad Newark”). Mimo popularności wśród publiczności, krytycy odnieśli się negatywnie do jego twórczości jako nowego gatunku muzyki.
W 1939 roku Scott, poszukując wielkiego wyzwania podczas ery swingu, przekształcił swój zespół w big-band, włączając basistę Chubby’ego Jacksona. Kiedy w 1942 roku został wyznaczony na dyrektora muzycznego radia CBS, dokonał historycznego przełamania bariery koloru skóry poprzez zorganizowanie międzyrasowego zespołu radiowego. W ciągu dwóch lat zatrudnił kilku z najlepszych czarnoskórych jazzmanów, takich jak saksofonista Ben Webster, trębacze Charlie Shavers i Emmett Berry czy basista Billy Taylor.

## Elektronika i badania
Scott, który uczęszczał do technicznej szkoły średniej w Brooklynie, był pionierem wczesnej muzyki elektronicznej i śmiałym inżynierem dźwięku. W latach 30. i 40. wiele z utworów stworzył w reżyserce, poprzez monitorowanie i dostosowywanie akustyki, często w sposób rewolucyjny. 
W 1946 Scott założył Manhattan Research, oddział Raymond Scott Enterprises, który miał projektować i produkować urządzenia i systemy muzyczne.
Wykorzystując instrumenty, które sam zaprojektował, takie jak Clavivox czy Electronium, Scott nagrał futurystyczne elektroniczne kompozycje dla reklam radiowych i telewizyjnych. W 1964 r., przy współpracy z Gesell Institute of Child Development, wydał serię trzech albumów-kołysanek dla dzieci.
Scott zbudował jedne z pierwszych urządzenia zdolne do emisji serii elektronicznych dźwięków w zadanej sekwencji. Uważał się za wynalazcę sekwensera polifonicznego.

## Wybrana dyskografia
- Raymond Scott and His Orchestra Play (LP, MGM Records, 1953)
- This Time With Strings (LP, Coral Records, 1957; CD, Basta Audio-Visuals, 2008)
- Rock 'n Roll Symphony (LP, Everest Records, 1958)
- The Secret 7: The Unexpected (LP, Top Rank Records, 1960; CD, Basta Audio-Visuals, 2003)
- Soothing Sounds for Baby Vols. 1-3 (LP, Epic Records, 1963; CD, Basta Audio-Visuals, 1997)
- The Raymond Scott Project: Vol. 1: Powerhouse (CD, Stash Records, 1991)
- Reckless Nights and Turkish Twilights (CD, Columbia, 1992; Columbia Legacy, 1999)
- Manhattan Research Inc. (CD, Basta Audio-Visuals, 2000)
- Microphone Music (CD, Basta Audio-Visuals, 2002)
- Ectoplasm (CD, Basta Audio-Visuals, 2008)